# Claude-François Cugnet de Montarlot
Claude-François Cugnet de Montarlot, né le 3 juillet 1778 à Rioz et mort en 1824, est un militaire français, corps franc sous la Restauration ; il est considéré comme un militant de la liberté et héritier de la Révolution française.
Il s'engage dans l'infanterie en 1797 et devient commissaire de guerre en 1807. Républicain modéré, il semble avoir accepté le passage à l'Empire. Mais pendant la restauration monarchique, il agit en conspirateur, manœuvrant par des moyens extra-légaux et clandestins pour combattre la monarchie. En 1816, il est arrêté dans le cadre de l'« Affaire des Chevaliers de l'épingle noire » (l'épingle était le signe de ralliement de cette société secrète), puis à nouveau à propos de la conspiration de l'Est. Il est relâché dans les deux cas, mais se fait connaître par des mémoires contre le pouvoir discrétionnaire de la monarchie restaurée. Il se réfugie alors en Espagne.
Avec le général Rafael del Riego, il cherche notamment à soulever les troupes françaises installées sur les Pyrénées.[réf. nécessaire] Il mourut par balle à Almería, en Espagne, le 24 août 1824 après l'échec de l'expédition libérale des Coloraos,.